# S10ガスマスク
S10ガスマスク（英語: S10 CBRN Respirator）は、イギリス軍正式採用のガスマスク。
2011年に「高汎用防護マスク（英: General Service Respirator）」が登場したため、これに置き換わりつつある。現在は軍用品店などで広く一般に入手が可能。フィルターは銃を持つときに、不便にならないよう左側に付いているが、右側には取り替えできない。民間には販売していないが放出品として出回っている。ガスマスクの内側にはガスマスク着用中に水を飲めるようにストローが付いている。